# Matleh, Ariha
Matleh (tiếng Ả Rập: المطلة) là một ngôi làng Syria nằm ở Muhambal Nahiyah ở huyện Ariha, Idlib. Theo Cục Thống kê Trung ương Syria (CBS), Matleh có dân số 478 người trong cuộc điều tra dân số năm 2004.